# Yamaha 250 FZR
La Yamaha FZR 250 est un modèle de moto sportive destiné au marché japonais. Il a été produit de 1986 à 1994.